# Brendan Dolan
Brendan Dolan (* 2. August 1973 in Enniskillen, County Fermanagh) ist ein nordirischer Dartspieler mit dem Spitznamen „The History Maker“. Er ist seit vielen Jahren bei der Professional Darts Corporation (PDC) aktiv.

## Karriere

### Anfänge
Nachdem Dolan 2003 und 2004 früh bei den UK Open gescheitert war, trat er beim World Grand Prix 2004, bei dem er als irischer Qualifikant teilnahm, erstmals richtig in Erscheinung. Hierbei bezwang er Mark Wilton und unterlag dann 1:3 gegen Kevin Painter. Anschließend wurde es wieder ruhiger um Dolan.
2007 spielte er sich bei den UK Open unter die letzten 32. Im März 2008 erreichte Dolan sein erstes Finale auf der PDC Pro Tour. So qualifizierte er sich auch für die UK Open. Zum Auftakt besiegte er hierbei seinen Landsmann John MaGowan und dann auch Adrian Lewis, im Achtelfinale verlor er gegen Chris Thompson. Dolan gewann anschließend die Ulster Open 2008, im Finale schlug er dabei Ronnie Baxter. Als höchstplatzierter Nordire war er auch für den World Grand Prix qualifiziert, verlor jedoch direkt gegen Jacko Barry. Später gelang es ihm sich erstmals für eine Weltmeisterschaft zu qualifizieren.
Bei der Weltmeisterschaft 2009 war Dolan gegen James Wade in Runde 1 chancenlos. Im Verlaufe des Jahres gelang ihm der Einzug in sein zweites Finale auf der PDC Pro Tour, verlor auch hier gegen James Wade. Bei der Weltmeisterschaft 2010 gelang ihm sein erster Sieg bei selbiger. Gegen Raymond van Barneveld war Dolan dann aber deutlich unterlegen, musste sogar ein Nine dart finish seines Gegners mit ansehen. Anschließend war er erstmals bei den Players Championship Finals dabei, verlor jedoch zum Auftakt gegen Adrian Lewis.

### Durchbruch 2011
Bei der Weltmeisterschaft 2011 schlug Dolan zunächst Kevin Painter, war danach allerdings gegen Wes Newton deutlich unterlegen. Beim World Grand Prix 2011 gelang ihm dann der Durchbruch. Er gewann gegen Wayne Jones, John Part und John Henderson und stand somit im Halbfinale. In diesem Spiel am 8. Oktober 2011 gelang Dolan gegen James Wade das erste Nine dart finish in der Variante Double-In – Double-Out. Er trägt seitdem den Spitznamen „The History Maker“. Er erreichte dann auch erstmals das Finale eines Major Turniers. Phil Taylor konnte er jedoch nicht besiegen.

### 2012–2013
Bei der Weltmeisterschaft 2012 war Dolan gegen Kim Huybrechts erneut ohne Chance. Er repräsentierte Nordirland beim World Cup 2012 zusammen mit Mickey Mansell, unterlag dabei gegen die Niederlande. Erstmals beim World Matchplay vertreten, musste er sich Andy Hamilton geschlagen geben. Dolan gelang dann der Einzug ins Halbfinale der European Darts Championship. Dort verlor er gegen Wes Newton, nachdem er Justin Pipe, Andree Welge und Phil Taylor bezwingen konnte.
Dolan verlor in der zweiten Runde der Weltmeisterschaft 2013 mit 1:4 gegen Raymond van Barneveld. Enttäuschend verlief der World Cup, bei dem man gegen Kroatien verlor. Bei den UK Open war er erstmals seit 2008 wieder im Achtelfinale. Dort verlor er trotz Matchdarts gegen Phil Taylor. Im Oktober kam Dolan seinem ersten Ranking-Sieg sehr nah, verlor bei der Players Championship im Finale trotz zwischenzeitlicher 3:0-Führung noch gegen Adrian Lewis. Beim World Grand Prix musste er eine weiter bittere Niederlage gegen Lewis akzeptieren. Auch bei den Dutch Darts Masters verlor er das Finale, dieses Mal gegen Kim Huybrechts, obwohl er über 100 Punkte im Durchschnitt spielte. Eine Woche später gelang ihm schließlich sein erster Ranking-Erfolg, er bezwang Ricky Evans im Finale auf der Pro Tour. Einen weiteren Monat später gewann er gegen Jamie Robinson seinen zweiten Pro Tour-Titel.

### 2014–2015
Auch bei der Weltmeisterschaft 2014 musste Dolan eine deutliche Niederlage, ein 1:4 gegen Gary Anderson, einstecken. Weitere Siege auf der Pro Tour und ein Viertelfinale bei den UK Open folgten, sodass Dolan bis in die Top 10 der Order of Merit vordrang. Beim World Cup konnte er mit Mansell das Halbfinale erreichen. Hier bezwang Dolan zwar Michael van Gerwen, aber für das Finale reichte es dennoch nicht. Beim World Grand Prix war in der ersten Runde gegen Gary Anderson Schluss. Bei den European Championship verlor im Achtelfinale trotz ansprechender Leistung gegen Michael van Gerwen. Beim Grand Slam war er zwar erstmals dabei, verlor aber alle drei Gruppenspiele.
Bei der Weltmeisterschaft 2015 verlor Dolan in der zweiten Runden gegen Michael Smith trotz 2:0-Führung noch mit 2:4. Insgesamt war das Jahr 2015 für Dolan von mäßigen Leistungen geprägt. Beim World Cup waren die Niederländer im Viertelfinale wieder zu stark. Beim World Matchplay konnte er Vincent van der Voort besiegen und verlor dann gegen James Wade.

### 2016–2017
Bei der Weltmeisterschaft 2016 verlor Dolan aufgrund einer schwachen Leistung in Runde 1 mit 0:3 gegen den Australier Kyle Anderson. Zusammen mit Daryl Gurney gelang ihm dann zum zweiten Mal der Einzug ins Halbfinale des World Cup. Dort war England zu stark. Beim World Matchplay 2016 konnte er einen Sieg gegen Raymond van Barneveld verbuchen und verlor dann gegen Mervyn King. Beim World Grand Prix bezwang er Peter Wright und verlor anschließend gegen Dave Chisnall. Auch gelang es ihm beim Grand Slam aus der Gruppenphase heraus und ins Achtelfinale zu kommen. Dort legte er mit einer guten Leistung nach und bezwang Gerwyn Price. Gegen Michael van Gerwen unterlag er sehr deutlich mit 3:16. Bei den Players Championship Finals scheiterte erst im Achtelfinale gegen Kim Huybrechts.
Bei der Weltmeisterschaft 2017 setzte sich seine Negativserie bei dem Turnier fort. Er verlor in der zweiten Runde klar mit 0:4 gegen Jelle Klaasen. Allgemein zeigte Dolan 2017 recht durchwachsene Leistungen und rutschte dementsprechend weiter in der Weltrangliste ab.

### 2018–2019
Daher musste er bei der Weltmeisterschaft 2018 die Vorrunde bestreiten, in der er sich gegen Alan Ljubić durchsetzte. Gegen Robert Thornton verlor er aber mit 1:3. Bei den Players Championship Finals gelang ihm eine Überraschung, indem er den an Nummer 1 gesetzte Ian White in der ersten Runde bezwang.
Nach einem langen Formtief konnte Brendan Dolan sich erst 2018 wieder stabilisieren und Ende des Jahres, mit dem Erreichen des Viertelfinals bei der PDC World Darts Championship 2019, einen Erfolg verzeichnen. Daraufhin gewann Dolan nach fünf Jahren Abstinenz ein Pro Tour Turnier. Im Oktober 2019 gelang es ihm diesen Sieg sogar zu wiederholen, sodass er seinen siebenten PDC Players Championship Gewinn feiern konnte.

### 2020–2021
Bei der Weltmeisterschaft 2020 hatte Dolan zunächst keine Probleme gegen den indischen Qualifikanten Nitin Kumar, verlor jedoch ebenso deutlich gegen Gary Anderson in Runde 2. Auf der Pro Tour ging es für ihn aber wieder bergauf. Gleich bei mehreren Turnieren der European Tour war er qualifiziert. Bei einem Players Championship kam er ins Finale. Er qualifizierte sich wieder für die großen Turniere und konnte sich so zurück in die Top 32 der Weltrangliste spielen.
Bei der aufgrund der Covid-19-Pandemie ohne Zuschauer ausgetragenen Weltmeisterschaft 2021 kam Dolan bis in die dritte Runde. Hier unterlag er Gerwyn Price erst im Entscheidungsleg. Bei den Players Championships 2021 gewann er das Players Championship 5. Bei den Players Championship Finals erreichte er nach langer Zeit noch einmal ein Halbfinale eines Major-Turniers. Hierbei bezwang er unter anderem Gerwyn Price. Im Halbfinale unterlag Dolan Ryan Searle.

### 2022–2023
Bei der Weltmeisterschaft 2022 spielte er das erste Mal einen Average von über 100 bei dem Turnier. Dennoch verlor klar gegen Callan Rydz. Bei den Major-Turnieren gab es dann 2022 keine größeren Erfolge.
Es folgte ein Ausscheiden in der 3. Runde der Weltmeisterschaft 2023 gegen Jonny Clayton. Beim World Matchplay 2023 gelang Dolan ein überraschender Sieg über Titelverteidiger Michael van Gerwen in der ersten Runde. Anschließend verlor er deutlich gegen Damon Heta. Auf der Pro Tour zeigte Dolan weiterhin ansprechende Leistungen. Bei den Players Championships 2023 spielte er am 19. März 2023 bei seinem Zweitrundenmatch gegen Richard Veenstra sowie am 18. Oktober 2023 im Viertelfinale gegen Martijn Kleermaker einen Neundarter.

### Ab 2024
Bei der Weltmeisterschaft 2024 sorgte Dolan mit Siegen über zwei Mitfavoriten auf den Titel, Gerwyn Price und Gary Anderson, für Aufsehen. Er stieß somit bis ins Viertelfinale vor, wo er allerdings gegen das aufstrebende Talent Luke Littler deutlich unterlegen war. Mit seinem Triumph beim zehnten Players Championship des Jahres 2024 erzielte er schließlich die Anzahl von zehn PDC-Titeln. Außerdem zog er mit dem Titel an Landsmann Daryl Gurney in der Order of Merit vorbei, was ihm letztlich einen Platz beim World Cup, den er noch nie verpasst hatte, sicherte. Dort kam das Team bis ins Viertelfinale. Bei World Matchplay und World Grand Prix kam Dolan jeweils nicht über die Auftakthürde hinaus.
Bei der PDC World Darts Championship 2025 spielte er sich nach einem Sieg über Lok Yin Lee in die 3. Runde. Gegen Michael van Gerwen verlor er dann aber trotz anständiger Leistung. Bei den UK Open 2025 scheiterte Dolan an Danny Lauby. Mitte Mai kam er noch einmal in ein Finale bei den Players Championships 2025, verlor dieses jedoch deutlich gegen Ross Smith.

## Persönliches
Seit 2016 ist Dolan mit Teresa Doherty verheiratet, die in Irland geboren ist. Er ist Fan des Gaelic football-Clubs Fermanagh GAA und dem Fußballverein FC Liverpool.

## Weltmeisterschaftsresultate

### PDC
- 2009: 1. Runde (0:3-Niederlage gegen  James Wade)
- 2010: 2. Runde (0:4-Niederlage gegen  Raymond van Barneveld)
- 2011: 2. Runde (0:4-Niederlage gegen  Wes Newton)
- 2012: 1. Runde (0:3-Niederlage gegen  Kim Huybrechts)
- 2013: 2. Runde (1:4-Niederlage gegen  Raymond van Barneveld)
- 2014: 2. Runde (1:4-Niederlage gegen  Gary Anderson)
- 2015: 2. Runde (2:4-Niederlage gegen  Michael Smith)
- 2016: 1. Runde (0:3-Niederlage gegen  Kyle Anderson)
- 2017: 2. Runde (0:4-Niederlage gegen  Jelle Klaasen)
- 2018: 1. Runde (1:3-Niederlage gegen  Robert Thornton)
- 2019: Viertelfinale (1:5-Niederlage gegen  Nathan Aspinall)
- 2020: 2. Runde (0:3-Niederlage gegen  Gary Anderson)
- 2021: 3. Runde (3:4-Niederlage gegen  Gerwyn Price)
- 2022: 2. Runde (0:3-Niederlage gegen  Callan Rydz)
- 2023: 3. Runde (1:4-Niederlage gegen  Jonny Clayton)
- 2024: Viertelfinale (1:5-Niederlage gegen  Luke Littler)
- 2025: 3. Runde (2:4-Niederlage gegen  Michael van Gerwen)

## Turnierergebnisse
| Turnier                                    | 2003               | 2004               | 2005               | 2006               | 2007                 | 2008                 | 2009                 | 2010                 | 2011                 | 2012                 | 2013                 | 2014                 | 2015               | 2016               | 2017               | 2018               | 2019               | 2020               | 2021               | 2022               | 2023               | 2024               | 2025              |
| ------------------------------------------ | ------------------ | ------------------ | ------------------ | ------------------ | -------------------- | -------------------- | -------------------- | -------------------- | -------------------- | -------------------- | -------------------- | -------------------- | ------------------ | ------------------ | ------------------ | ------------------ | ------------------ | ------------------ | ------------------ | ------------------ | ------------------ | ------------------ | ----------------- |
| BDO-Major-Turniere                         |                    |                    |                    |                    |                      |                      |                      |                      |                      |                      |                      |                      |                    |                    |                    |                    |                    |                    |                    |                    |                    |                    |                   |
| World Masters                              | VR                 | nicht teilgenommen | nicht teilgenommen | nicht teilgenommen | nicht teilgenommen   | nicht teilgenommen   | nicht teilgenommen   | nicht teilgenommen   | nicht teilgenommen   | nicht teilgenommen   | nicht teilgenommen   | nicht teilgenommen   | nicht teilgenommen | nicht teilgenommen | nicht teilgenommen | nicht teilgenommen | nicht teilgenommen | n/a                | Verband insolvent  | Verband insolvent  | Verband insolvent  | Verband insolvent  | Verband insolvent |
| WDF-Platin-/Major-Turniere                 |                    |                    |                    |                    |                      |                      |                      |                      |                      |                      |                      |                      |                    |                    |                    |                    |                    |                    |                    |                    |                    |                    |                   |
| WDF World Cup                              | n/t                | n/a                | 1R                 | n/a                | n/t                  | n/a                  | n/t                  | n/a                  | n/t                  | n/a                  | n/t                  | n/a                  | n/t                | n/a                | n/t                | n/a                | n/t                | nicht ausgetragen  | nicht ausgetragen  | nicht ausgetragen  | n/t                | n/a                | n/t               |
| PDC-Ranking-Turniere                       |                    |                    |                    |                    |                      |                      |                      |                      |                      |                      |                      |                      |                    |                    |                    |                    |                    |                    |                    |                    |                    |                    |                   |
| Weltmeisterschaft                          | nicht teilgenommen | nicht teilgenommen | nicht teilgenommen | nicht teilgenommen | nicht teilgenommen   | n/q                  | R1                   | R2                   | R2                   | R1                   | R2                   | R2                   | R2                 | R1                 | R2                 | R1                 | VF                 | R2                 | R3                 | R2                 | R3                 | VF                 | R3                |
| World Masters                              | nicht ausgetragen  | nicht ausgetragen  | nicht ausgetragen  | nicht ausgetragen  | nicht ausgetragen    | nicht ausgetragen    | nicht ausgetragen    | nicht ausgetragen    | nicht ausgetragen    | nicht ausgetragen    | nicht ausgetragen    | nicht ausgetragen    | nicht ausgetragen  | nicht ausgetragen  | nicht ausgetragen  | nicht ausgetragen  | nicht ausgetragen  | nicht ausgetragen  | nicht ausgetragen  | nicht ausgetragen  | nicht ausgetragen  | nicht ausgetragen  | VR                |
| UK Open                                    | R1                 | R1                 | n/q                | n/q                | R5                   | AF                   | R3                   | R3                   | R1                   | R4                   | AF                   | VF                   | R3                 | R3                 | R3                 | n/q                | R4                 | R4                 | AF                 | R4                 | AF                 | R4                 | R4                |
| World Matchplay                            | nicht teilgenommen | nicht teilgenommen | nicht teilgenommen | nicht teilgenommen | nicht teilgenommen   | nicht qualifiziert   | nicht qualifiziert   | nicht qualifiziert   | nicht qualifiziert   | R1                   | AF                   | R1                   | AF                 | AF                 | nicht qualifiziert | nicht qualifiziert | nicht qualifiziert | R1                 | R1                 | R1                 | AF                 | R1                 | n/q               |
| World Grand Prix                           | n/t                | AF                 | n/t                | n/t                | n/t                  | R1                   | R1                   | R1                   | F                    | HF                   | R1                   | R1                   | R1                 | AF                 | nicht qualifiziert | nicht qualifiziert | nicht qualifiziert | R1                 | R1                 | R1                 | AF                 | R1                 |                   |
| European Championship                      | nicht ausgetragen  | nicht ausgetragen  | nicht ausgetragen  | nicht ausgetragen  | nicht ausgetragen    | nicht qualifiziert   | nicht qualifiziert   | nicht qualifiziert   | nicht qualifiziert   | HF                   | R1                   | AF                   | R1                 | nicht qualifiziert | nicht qualifiziert | nicht qualifiziert | nicht qualifiziert | nicht qualifiziert | AF                 | n/q                | R1                 | n/q                |                   |
| Grand Slam                                 | nicht ausgetragen  | nicht ausgetragen  | nicht ausgetragen  | nicht ausgetragen  | kein Ranking-Turnier | kein Ranking-Turnier | kein Ranking-Turnier | kein Ranking-Turnier | kein Ranking-Turnier | kein Ranking-Turnier | kein Ranking-Turnier | kein Ranking-Turnier | n/q                | VF                 | n/q                | n/q                | GP                 | nicht qualifiziert | nicht qualifiziert | nicht qualifiziert | GP                 | n/q                |                   |
| Players Championship Finals                | nicht ausgetragen  | nicht ausgetragen  | nicht ausgetragen  | nicht ausgetragen  | nicht ausgetragen    | nicht ausgetragen    | n/q                  | R1                   | n/q                  | AF                   | AF                   | AF                   | R1                 | AF                 | R1                 | AF                 | R2                 | R1                 | VF                 | R1                 | AF                 | R1                 |                   |
| PDC-Turniere ohne Einfluss auf das Ranking |                    |                    |                    |                    |                      |                      |                      |                      |                      |                      |                      |                      |                    |                    |                    |                    |                    |                    |                    |                    |                    |                    |                   |
| The Masters                                | nicht ausgetragen  | nicht ausgetragen  | nicht ausgetragen  | nicht ausgetragen  | nicht ausgetragen    | nicht ausgetragen    | nicht ausgetragen    | nicht ausgetragen    | nicht ausgetragen    | nicht ausgetragen    | n/q                  | AF                   | AF                 | nicht qualifiziert | nicht qualifiziert | nicht qualifiziert | nicht qualifiziert | nicht qualifiziert | nicht qualifiziert | R1                 | n/q                | n/q                | n/a               |
| World Cup of Darts                         | nicht ausgetragen  | nicht ausgetragen  | nicht ausgetragen  | nicht ausgetragen  | nicht ausgetragen    | nicht ausgetragen    | nicht ausgetragen    | R2                   | n/a                  | VF                   | AF                   | HF                   | VF                 | HF                 | R1                 | AF                 | R1                 | R1                 | VF                 | VF                 | GP                 | VF                 | n/t               |
| Championship League                        | nicht ausgetragen  | nicht ausgetragen  | nicht ausgetragen  | nicht ausgetragen  | nicht ausgetragen    | nicht teilgenommen   | nicht teilgenommen   | nicht teilgenommen   | nicht teilgenommen   | GP                   | GP                   | nicht ausgetragen    | nicht ausgetragen  | nicht ausgetragen  | nicht ausgetragen  | nicht ausgetragen  | nicht ausgetragen  | nicht ausgetragen  | nicht ausgetragen  | nicht ausgetragen  | nicht ausgetragen  | nicht ausgetragen  | nicht ausgetragen |
| World Series Finals                        | nicht teilgenommen | nicht teilgenommen | nicht teilgenommen | nicht teilgenommen | nicht teilgenommen   | nicht teilgenommen   | nicht teilgenommen   | nicht teilgenommen   | nicht teilgenommen   | nicht teilgenommen   | nicht teilgenommen   | nicht teilgenommen   | nicht teilgenommen | R1                 | nicht teilgenommen | nicht teilgenommen | nicht teilgenommen | nicht teilgenommen | nicht teilgenommen | nicht teilgenommen | nicht teilgenommen | nicht teilgenommen |                   |
| Grand Slam                                 | nicht ausgetragen  | nicht ausgetragen  | nicht ausgetragen  | nicht ausgetragen  | nicht qualifiziert   | nicht qualifiziert   | nicht qualifiziert   | nicht qualifiziert   | GP                   | GP                   | n/q                  | GP                   | Ranking-Turniere   | Ranking-Turniere   | Ranking-Turniere   | Ranking-Turniere   | Ranking-Turniere   | Ranking-Turniere   | Ranking-Turniere   | Ranking-Turniere   | Ranking-Turniere   | Ranking-Turniere   | Ranking-Turniere  |
| Jahresendplatzierungen                     |                    |                    |                    |                    |                      |                      |                      |                      |                      |                      |                      |                      |                    |                    |                    |                    |                    |                    |                    |                    |                    |                    |                   |
| PDC OoM                                    | 141                | 108                | 84                 | 105                | 288                  | 121                  | 45                   | 35                   | 25                   | 20                   | 15                   | 11                   | 18                 | 23                 | 36                 | 45                 | 35                 | 30                 | 23                 | 26                 | 28                 | 30                 |                   |

| Legende zu den Turnierergebnissen | Legende zu den Turnierergebnissen | Legende zu den Turnierergebnissen | Legende zu den Turnierergebnissen | Legende zu den Turnierergebnissen | Legende zu den Turnierergebnissen | Legende zu den Turnierergebnissen | Legende zu den Turnierergebnissen | Legende zu den Turnierergebnissen | Legende zu den Turnierergebnissen |
| --------------------------------- | --------------------------------- | --------------------------------- | --------------------------------- | --------------------------------- | --------------------------------- | --------------------------------- | --------------------------------- | --------------------------------- | --------------------------------- |
| n/t                               | nicht teilgenommen                | n/q                               | nicht qualifiziert                | n/a                               | nicht ausgetragen                 | #R                                | Aus in jeweiliger Runde           | GP                                | Aus in der Gruppenphase           |
| AF                                | Achtelfinalist                    | VF                                | Viertelfinalist                   | HF                                | Halbfinalist                      | F                                 | Turnierfinalist                   | S                                 | Turniersieger                     |

## Titel

### PDC
- Pro Tour
  - Players Championships
    - Players Championships 2013: 13, 16
    - Players Championships 2014: 5, 16
    - Players Championships 2019: 22, 29
    - Players Championships 2021: 5
    - Players Championships 2022: 21
    - Players Championships 2024: 10

  - UK Open Qualifiers
    - UK Open Qualifiers 2014: 4

### Andere
- 2009: Ulster Open